# Marcelo Escudero
Pour les articles homonymes, voir Escudero.
Marcelo Alejandro Escudero, né le 25 septembre 1972 à Punta Alta près de Buenos Aires en Argentine, est un footballeur argentin qui jouait au poste de milieu.
Il est actuellement l'entraîneur adjoint de Ramón Díaz à River Plate.

## Biographie
Il participe à la Copa América 1995 et à la Coupe des confédérations 1995 avec l'équipe d'Argentine.
Il remporte la Copa Libertadores en 1996 avec le club de River Plate. 

## Palmarès
- Finaliste de la Copa América 1995 avec l'équipe d'Argentine
- Vainqueur de la Copa Libertadores en 1996 avec River Plate